# 西非擬牙䱛
西非擬牙䱛為輻鰭魚綱鱸形目鱸亞目石首魚科的其中一種，分布東大西洋區，從茅利塔尼亞至安哥拉南部海域，棲息深度可達150公尺，體長可達230公分，棲息在沿海泥底質海域，屬肉食性，以甲殼類、小魚等為食，可做為食用魚及遊釣魚。